# こずえまき
こずえ まき  (1986年11月24日 - )は日本のAV女優。マークスジャパンに所属している。

## 出演作品
2006年
- 侵犯 #013（3月16日、ゴーゴーズ）[2]

2010年
- 『聖水顔騎 3』（3月19日、映天）[2]
- 『恥じらいのあしのうら』（5月5日、フリーダム）[2]
- 『極上素人おもいっきり生電マ 4』（5月13日、ナチュラルハイ）[1]
- 『レズダッチワイフ』（6月19日、クロス）[2]
- 『突然、お尻で顔面圧迫されて思わずセンズリしちゃった僕』（7月15日、ジャネス）[2]
- 『看護婦タチで院長ノンケ 院内レズビアン No2』（7月30日、H2 PROJECT）[1]
- 『病院でボクのセンズリ見てもらいました!!』（8月13日 メディアバンク）[2]
- 『少女アナル玩具9』（9月1日 中嶋興業）[2]
- 『母娘凌辱 美熟鼻と娘のアナル2（9月1日 シネマジック）[2]
- 『全裸で立ったままオナニーして、ひざをガクガクさせながらイク女達』（9月15日 ジャネス）[2]
- 『お仕置き真正中出しREVERSE03 』（10月30日、モブスターズ）[2]

2011年
- ロリアナル精飲少女（1月13日、東京マニGUN'S）[2]
- 小悪魔まきのペニバン遊戯（2月13日、AVS）[2]
- 絶対服従!ドSなお姉さん2人のM男責め!!5（2月25日、未来・フューチャー）[2]
- 同僚と乗り合わせたエレベーターが突然停止。2人きりの密室で様子が豹変し、本性を晒け出した彼女は普段からは想像できないぐらいのすんごいエロ女だったんです。（3月19日、エッジ）[2]
- ごっくんペット女子校生（3月25日、AVS）[2]
- サディスティック秘書3 絶対服従M男嬲り（3月25日、未来）
- ノーモザイクアナルFUCK 連続浣腸責め（4月1日、ワンズファクトリー）[2]
- 3穴ごっくんアナル少女（7月22日、東京マニGUN’S）[2]
- Wパンスト!レズ＆3P直穿きドリーム 3（8月15日、ジャネス）[2]

2012年
- 出会い系サイトで知り合った女子○生をホテルに連れ込み強制脱糞させた後に（生）アナルセックスを騙して撮影 まきちゃん（4月15日、ジャネス）[1]
- 不謹慎な場所でオナニー 『ディルド』を手放せない女たち（8月25日、ながえSTYLE）
- 格闘フェチ 男女プロレス対決6（10月5日、格闘ゾーンJAPAN）

2013年
- ベリーパンチクラッシュ ～地獄の腹パンチオーディション～（4月16日、トラウマアート）
- JKをレズったお姉さん こずえまき 桜瀬奈（5月15日、レズビアン東京）
- アクシデントバトル2（5月21日、トラウマアート）
- スカトロ裏面接（5月19日、大塚フロッピー）
- ヒプノエコノミスト（6月12日、トラウマアート）
- オペラ8周年記念 まじスカ学園 スカトロ女番長 激グソ大乱交（6月25日、オペラ）
- 競泳水着レズビアン（9月15日、レズビアン東京）
- 化粧品販売員の知られざる素顔　こずえまき（11月18日、カリビアンコム）
- 極デリヘル嬢 ～本当にAV女優とヤれるのかを検証～　こずえまき（12月17日、カリビアンコム）

2014年
- 白金婦人会いじめ慰安旅行（3月20日、ROCKET）
- まじスカ メイド 糞狂いアナルレズ乱交（3月25日、オペラ）
- まじスカ極道 ～仁義なきスカトロ中出し抗争～（7月25日、オペラ）

2015年
- レズスカ女子校生ソープ　セーラー服糞まみれ排泄レズ浴場（2月25日、オペラ）
- 痴女　男を誘う女の目（5月1日、FAプロ）
- まじスカ キャバ嬢 悪女達の激糞スカトロいじめ（6月25日、オペラ）
- まじスカ尼寺 禁忌レズスカ糞地獄（7月25日、オペラ）
- しゃぶれ、しゃぶれぇ～働くおばちゃん！！ 完全盤（9月20日、スターパラダイス）
- くぱぁ～おま○こ見てぇ～ アナルも全開！！ 自画撮りオナニー（10月15日、プリモ）
- 女体残酷調教倶楽部 エクスタシー・ヘル ヤバイほどイカされる女（10月19日、ベイビーエンターテイメント）

2016年
- 二人の美脚なお姉さんがノーパンパンストで相互オナニー！ナイロン越しに肉ビラ丸見えでマン汁がパンストに染み込んでいく瞬間がたまりましぇーん！！（4月12日、ラハイナ東海）
- まじスカ病棟 まじスカメイド 集団スカトロ4.5時間激糞BEST（6月25日、オペラ）
- まじスカ極道 まじスカ倍返し 集団スカトロ5時間激糞BEST（9月25日、オペラ）
- 不謹慎すぎるオナニー（10月7日、ながえスタイル）

2017年
- お嬢さん、何か落ちましたよ　脱糞ダンス（3月7日、フェティッシュジャパン）
- 激写怪兵隊！あなただけが知らないアブノーマルな世界 イキすぎ接客続出！ガールズBARに潜入（3月20日、スターパラダイス）
- リナ32歳　敏感リアクション多彩な姉御肌の美人妻に大量中出し（10月13日、FC2動画）
- 肛門科腸内映像 アナル診察（11月7日、フェティッシュジャパン）

### オリジナルビデオ
- 猛毒Y談 吸血!女王蜂!!（2011年12月2日、アルバトロス）[3]
- Fighting Girls Volume.8 2013.8.10 Angel vs Devil（2013年10月11日、ファイティングガールズ）
- プロスタイルバトル王道伝承 Vol.4 （2013年11月22日、バトル）

### 映画
- 大性豪（2014年4月3日、香港）